# Yevgeny Belyaev
Pour les articles homonymes, voir Beliaïev.
Ievgueni Prokopievitch Beliaïev (en russe : Евгений Прокопьевич Беляев, transcription anglaise : Yevgeny Belyaev ; né le 20 mars 1954 à Kirovsk, dans l'oblast de Mourmansk, et décédé le 15 mars 2003) est un ancien fondeur soviétique.

## Palmarès

### Jeux olympiques
| Épreuve / Édition | Innsbruck 1976 | Lake Placid 1980 |
| 15 km             | Argent         | 5e               |
| 30 km             |                | 11e              |
| 50 km             | 38e            | 6e               |
| 4 × 10 km         | Bronze         | Or               |

### Championnats du monde
| Épreuve / Édition | Lahti 1978 |
| 15 km             | Argent     |
| 30 km             | 5e         |
| 50 km             | Argent     |